# Llista de monuments de Cervelló
Llista de monuments de Cervelló inclosos en l'Inventari del Patrimoni Arquitectònic Català per al municipi de Cervelló (Baix Llobregat). Inclou els inscrits en el Registre de Béns Culturals d'Interès Nacional (BCIN) amb la classificació de monuments històrics i els Béns Culturals d'Interès Local (BCIL) de caràcter arquitectònic.
| Monument                                                                              | Protecció       | Estil/època                                | Localització                                                      | Coordenades                                              | Codi?         | Imatge |
| ------------------------------------------------------------------------------------- | --------------- | ------------------------------------------ | ----------------------------------------------------------------- | -------------------------------------------------------- | ------------- | --- |
| Església de Sant Ponç de Corbera                                                      | BCIN 101-MH     | Romànic XI                                 | Cervelló                                                          | 41° 24′ 04″ N, 1° 54′ 45″ E / 41.4012°N,1.91246°E        | RI-51-0000437 | Església de Sant Ponç de Corbera (Cervelló) · Vegeu més fotos d'aquest monument · Carregueu una nova foto d'aquest monument                |
| Castell de Cervelló                                                                   | BCIN 680-MH     | Romànic XI-XII, XIII-XIV                   | Cervelló                                                          | 41° 23′ 08″ N, 1° 57′ 30″ E / 41.38569°N,1.95829°E       | RI-51-0005461 | Castell de Cervelló · Vegeu més fotos d'aquest monument · Carregueu una nova foto d'aquest monument                                        |
| Creu de Santa Maria de Cervelló, Creu de la Masia                                     | BCIN 3931-MH    | Gòtic tardà XVI-XVII, XX                   | Cervelló Entrada urb. Can Castany                                 | 41° 23′ 11″ N, 1° 57′ 41″ E / 41.38647°N,1.96127°E       | IPA-30842     | Creu de Santa Maria (Cervelló) · Vegeu més fotos d'aquest monument · Carregueu una nova foto d'aquest monument                             |
| Església de Santa Maria de Cervelló, antiga del Socors o de Sant Esteve de Cervelló   | BCIN 4349-MH-EN | Romànic, gòtic, renaixement XI, XVI, XVIII | Cervelló Sota del castell de Cervelló, vora la riera de can Sala. | 41° 23′ 13″ N, 1° 57′ 39″ E / 41.38704°N,1.9607°E        | IPA-18225     | Església de Santa Maria de Cervelló · Vegeu més fotos d'aquest monument · Carregueu una nova foto d'aquest monument                        |
| Borja sota Can Casildo                                                                | BCIL 1989       | Obra popular XVIII-XIX                     | Cervelló Camí d'accés a la masia Can Casildo                      | 41° 24′ 09″ N, 1° 55′ 24″ E / 41.40263°N,1.92322°E       | IPA-18226     | Carregueu una nova foto d'aquest monument                                                                                                  |
| Dues borges                                                                           |                 | Obra popular XVIII-XIX                     | Cervelló Darrere de la Font de la Mata                            |                                                          | IPA-18227     | Carregueu una nova foto d'aquest monument                                                                                                  |
| Font d'en Rovira                                                                      | BCIL 1989       | Obra popular XX                            | Cervelló Prop de Corbera Baixa                                    | 41° 24′ 52″ N, 1° 56′ 07″ E / 41.41449145°N,1.93521665°E | IPA-18228     | Carregueu una nova foto d'aquest monument                                                                                                  |
| Font Vella, Font d'en Casildo                                                         | BCIL 1989       | Obra popular XIX-XX                        | Cervelló Camí de c/ Baixa a Can Casildo                           | 41° 24′ 08″ N, 1° 55′ 37″ E / 41.40212°N,1.927°E         | IPA-18229     | Carregueu una nova foto d'aquest monument                                                                                                  |
| Can Paulet                                                                            | BCIL 1989       | Obra popular XVII-XIX                      | Cervelló Urbanització Can Paulet                                  | 41° 24′ 23″ N, 1° 57′ 47″ E / 41.40649°N,1.96312°E       | IPA-18237     | Can Paulet (Cervelló) · Vegeu més fotos d'aquest monument · Carregueu una nova foto d'aquest monument                                      |
| Can Romegosa del Camí o Can Romagosa                                                  | BCIL 1989       | Obra popular XVII-XIX                      | Cervelló Av Catalunya, 41                                         | 41° 23′ 52″ N, 1° 58′ 10″ E / 41.39773°N,1.96933°E       | IPA-18238     | Can Romegosa del Camí (Cervelló) · Vegeu més fotos d'aquest monument · Carregueu una nova foto d'aquest monument                           |
| Can Sala de Baix                                                                      | BCIL 1989       | Obra popular, gòtic-renaixement XVII, XIX  | Cervelló Al sud de Santa Maria de Cervelló                        | 41° 23′ 07″ N, 1° 57′ 34″ E / 41.3853°N,1.95937°E        | IPA-18239     | Can Sala de Baix (Cervelló) · Vegeu més fotos d'aquest monument · Carregueu una nova foto d'aquest monument                                |
| Església parroquial de Sant Esteve i Santa Maria de Cervelló, Església del Socors     | BCIL 1989       | Modernisme XIX-XX                          | Cervelló C. Major, 23                                             | 41° 23′ 45″ N, 1° 57′ 13″ E / 41.39592°N,1.9535°E        | IPA-18240     | Església parroquial de Sant Esteve (Cervelló) · Vegeu més fotos d'aquest monument · Carregueu una nova foto d'aquest monument              |
| Font de Can Paulet                                                                    | BCIL 1989       | Obra popular                               | Cervelló A la finca Can Paulet                                    | 41° 24′ 22″ N, 1° 57′ 45″ E / 41.40619°N,1.9625°E        | IPA-18242     | Font de Can Paulet (Cervelló) · Vegeu més fotos d'aquest monument · Carregueu una nova foto d'aquest monument                              |
| Borja, caseta de vinya                                                                |                 | Obra popular XVIII-XIX                     | Cervelló A 100 metres per sobre de la font de la Mata             | 41° 23′ 19″ N, 1° 57′ 43″ E / 41.38857°N,1.96206°E       | IPA-18244     | Carregueu una nova foto d'aquest monument                                                                                                  |
| Can Garcia, Granja Garcia                                                             | BCIL 1989       | Modernisme XX                              | Cervelló                                                          | 41° 23′ 57″ N, 1° 59′ 24″ E / 41.39915°N,1.99011°E       | IPA-18245     | Can Garcia (Cervelló) · Vegeu més fotos d'aquest monument · Carregueu una nova foto d'aquest monument                                      |
| Les Casetes de Can Sala, antic refugi de caçadors Malament Rai                        | BCIL 1989       | Obra popular XVIII-XIX                     | Cervelló Camí de Can Sala de Baix a Torrelles                     | 41° 22′ 44″ N, 1° 57′ 26″ E / 41.37888°N,1.95715°E       | IPA-18246     | Carregueu una nova foto d'aquest monument                                                                                                  |
| Can Guitard Vell                                                                      | BCIL 1989       | Obra popular XVII-XVIII, XIX-XX            | Cervelló                                                          | 41° 23′ 40″ N, 1° 58′ 31″ E / 41.39434°N,1.97531°E       | IPA-18247     | Carregueu una nova foto d'aquest monument                                                                                                  |
| Can Riera                                                                             | BCIL 1989       | Obra popular XVII-XIX                      | Cervelló Núm. 21 de rodalies de Cervelló                          | 41° 22′ 12″ N, 1° 57′ 51″ E / 41.37013°N,1.96421°E       | IPA-18248     | Can Riera (Cervelló) · Vegeu més fotos d'aquest monument · Carregueu una nova foto d'aquest monument                                       |
| Can Pitarra                                                                           | BCIL 1989       | Obra popular XVII, XIX                     | Cervelló Vora el camí de Can Sala de Baix                         | 41° 23′ 12″ N, 1° 57′ 41″ E / 41.38653°N,1.96152°E       | IPA-18249     | Can Pitarra (Cervelló) · Vegeu més fotos d'aquest monument · Carregueu una nova foto d'aquest monument                                     |
| Can Victòria, Maset de la Creu de les Ànimes, Casa de les Ànimes                      | BCIL 1989       | Obra popular XV, XX                        | Cervelló Santa Maria de Cervelló, prop de la creu                 | 41° 23′ 17″ N, 1° 57′ 44″ E / 41.38794°N,1.96218°E       | IPA-18250     | Carregueu una nova foto d'aquest monument                                                                                                  |
| Can Nicasi                                                                            | BCIL 1989       | Obra popular XIX-XX                        | Cervelló Prop. CN. 340                                            | 41° 23′ 55″ N, 1° 59′ 00″ E / 41.39873°N,1.98322°E       | IPA-18251     | Carregueu una nova foto d'aquest monument                                                                                                  |
| Mas Nou del Lledoner                                                                  | BCIL 1989       | Obra popular XVIII-XIX                     | Cervelló Finca el Lledoner                                        | 41° 23′ 29″ N, 1° 54′ 16″ E / 41.39127°N,1.90439°E       | IPA-18252     | Carregueu una nova foto d'aquest monument                                                                                                  |
| Can Sala de Dalt                                                                      | BCIL 1989       | Obra popular, modernisme XVIII, XIX        | Cervelló                                                          | 41° 22′ 16″ N, 1° 57′ 09″ E / 41.37118°N,1.95251°E       | IPA-18256     | Carregueu una nova foto d'aquest monument                                                                                                  |
| Font de Can Sala de Dalt                                                              | BCIL 1989       | Obra popular XX mitjan                     | Cervelló Prop de la masia de Can Sala de Dalt                     | 41° 22′ 16″ N, 1° 57′ 12″ E / 41.37107°N,1.95326°E       | IPA-18257     | Carregueu una nova foto d'aquest monument                                                                                                  |
| Can Esteve                                                                            | BCIL 1989       | Obra popular XVII-XVIII, XX                | Cervelló C. Riera, 2                                              | 41° 23′ 41″ N, 1° 57′ 55″ E / 41.39466°N,1.96522°E       | IPA-18258     | Ca n'Esteve (Cervelló) · Vegeu més fotos d'aquest monument · Carregueu una nova foto d'aquest monument                                     |
| Can Dispanya                                                                          | BCIL 1989       | Obra popular XVIII-XIX                     | Cervelló Prop de Sant Ponç                                        | 41° 24′ 07″ N, 1° 54′ 37″ E / 41.40185°N,1.91021°E       | IPA-18264     | Can Dispanya (Cervelló) · Vegeu més fotos d'aquest monument · Carregueu una nova foto d'aquest monument                                    |
| Can Pi, Mas de Can Pi                                                                 |                 | Obra popular XVIII-XIX, XX                 | Cervelló Camí de Santa Maria de Cervelló                          | 41° 23′ 12″ N, 1° 57′ 49″ E / 41.38659°N,1.96364°E       | IPA-18266     | Mas de Can Pi (Cervelló) · Vegeu més fotos d'aquest monument · Carregueu una nova foto d'aquest monument                                   |
| Font del Pi, Font de l'Avellaner                                                      | BCIL 1989       | Obra popular XX                            | Cervelló Camí a Santa Maria de Cervelló                           |                                                          | IPA-18267     | Carregueu una nova foto d'aquest monument                                                                                                  |
| Torre Vileta                                                                          | BCIL 1989       | Obra popular XVII, XIX                     | Cervelló                                                          | 41° 23′ 50″ N, 1° 58′ 53″ E / 41.39724°N,1.98147°E       | IPA-18270     | Carregueu una nova foto d'aquest monument                                                                                                  |
| Forn de calç                                                                          |                 | Obra popular XVIII                         | Cervelló Camí de les cases de Sant Ponç de l'Ordal                |                                                          | IPA-18271     | Forn de calç (Cervelló) · Vegeu més fotos d'aquest monument · Carregueu una nova foto d'aquest monument                                    |
| Can Castany                                                                           | BCIL 1989       | Obra popular XVII                          | Cervelló Zona residencial Can Castany                             | 41° 23′ 21″ N, 1° 57′ 43″ E / 41.3892°N,1.96203°E        | IPA-18273     | Can Castany (Cervelló) · Vegeu més fotos d'aquest monument · Carregueu una nova foto d'aquest monument                                     |
| Can Rafel                                                                             |                 | Obra popular XVII, XX                      | Cervelló                                                          | 41° 24′ 29″ N, 1° 56′ 04″ E / 41.40809°N,1.93434°E       | IPA-18274     | Can Rafel (Cervelló) · Vegeu més fotos d'aquest monument · Carregueu una nova foto d'aquest monument                                       |
| Molí del Baró                                                                         |                 | Obra popular XVI-XVII                      | Cervelló                                                          |                                                          | IPA-18276     | Carregueu una nova foto d'aquest monument                                                                                                  |
| Ca l'Arrufí                                                                           | BCIL 1989       | Noucentisme XX inici                       | Cervelló Av. Catalunya, 2                                         | 41° 23′ 46″ N, 1° 57′ 37″ E / 41.3962°N,1.96015°E        | IPA-18281     | Ca l'Arrufí (Cervelló) · Vegeu més fotos d'aquest monument · Carregueu una nova foto d'aquest monument                                     |
| Casa al carrer Major 168, Ca la Fàbregas                                              |                 | Noucentisme XX (1921)                      | Cervelló C. Major, 168 (desapareguda)                             | 41° 23′ 46″ N, 1° 57′ 35″ E / 41.39617°N,1.95975°E       | IPA-18282     | Carregueu una nova foto d'aquest monument                                                                                                  |
| Casa al carrer Major, 149                                                             |                 | Modernisme XX inici                        | Cervelló C. Major, 149 (desapareguda)                             | 41° 23′ 47″ N, 1° 57′ 34″ E / 41.39643°N,1.9595°E        | IPA-18283     | Carregueu una nova foto d'aquest monument                                                                                                  |
| Habitatge a l'avinguda Catalunya 6, Cal Sabater                                       | BCIL 1989       | Noucentisme XX inici                       | Cervelló Av. Catalunya, 6                                         | 41° 23′ 47″ N, 1° 57′ 38″ E / 41.39627°N,1.96066°E       | IPA-18284     | Cal Sabater (Cervelló) · Vegeu més fotos d'aquest monument · Carregueu una nova foto d'aquest monument                                     |
| Casa del carrer de la Resclosa, 14, Cal Sagarra                                       | BCIL 1989       | Noucentisme XX inici                       | Cervelló C. de la Resclosa, 14                                    | 41° 23′ 44″ N, 1° 57′ 32″ E / 41.39557°N,1.959°E         | IPA-18285     | Cal Sagarra (Cervelló) · Vegeu més fotos d'aquest monument · Carregueu una nova foto d'aquest monument                                     |
| Creu del Port d'Ordal                                                                 | BCIL 1989       | Obra popular XX                            | Cervelló Ctra. N-340, al carener del Port de l'Ordal              | 41° 23′ 22″ N, 1° 52′ 36″ E / 41.38955°N,1.87668°E       | IPA-30632     | Creu del Port d'Ordal (Cervelló) · Vegeu més fotos d'aquest monument · Carregueu una nova foto d'aquest monument                           |
| Creu de Ca n'Esteve, Creu Commemorativa                                               | BCIL 1989       | Obra popular XX (1951)                     | Cervelló Entrada al poble, davant zona esportiva                  | 41° 23′ 48″ N, 1° 57′ 49″ E / 41.39665°N,1.96348°E       | IPA-30843     | Creu de Ca n'Esteve (Cervelló) · Vegeu més fotos d'aquest monument · Carregueu una nova foto d'aquest monument                             |
| Les Torretes de la Vella Gola                                                         | BCIL 1989       | Historicisme XIX                           | Cervelló C. Germandat de Sant Sebastià, 18                        | 41° 23′ 44″ N, 1° 57′ 24″ E / 41.3956°N,1.95677°E        | IPA-34820     | Les Torretes de la Vella Gola (Cervelló) · Vegeu més fotos d'aquest monument · Carregueu una nova foto d'aquest monument                   |
| Can Guitart, Can Bonastre                                                             | BCIL 1989       | Noucentisme XX                             | Cervelló C. Major, 81                                             | 41° 23′ 46″ N, 1° 57′ 22″ E / 41.39609°N,1.95621°E       | IPA-34821     | Can Bonastre (Cervelló) · Vegeu més fotos d'aquest monument · Carregueu una nova foto d'aquest monument                                    |
| Caves Rondel                                                                          |                 | Darreres tendències XX mitjan              | Cervelló Ctra. N-340, km 1241,5                                   | 41° 24′ 08″ N, 1° 59′ 23″ E / 41.40233°N,1.98962°E       | IPA-34841     | Caves Rondel (Cervelló) · Vegeu més fotos d'aquest monument · Carregueu una nova foto d'aquest monument                                    |
| Ermita del Remei, Mare de Déu del Remei del Mas Vila                                  | BCIL 1989       | Obra popular XVIII                         | Cervelló Sota el puig de Gallina                                  | 41° 23′ 09″ N, 1° 58′ 45″ E / 41.38597°N,1.97926°E       | IPA-34855     | Ermita del Remei (Cervelló) · Vegeu més fotos d'aquest monument · Carregueu una nova foto d'aquest monument                                |
| Can Mensa                                                                             | BCIL 1989       | Eclecticisme XIX (1864)                    | Cervelló C. Joaquim Mensa, 18                                     | 41° 23′ 41″ N, 1° 57′ 07″ E / 41.39463°N,1.95192°E       | IPA-34866     | Can Mensa (Cervelló) · Vegeu més fotos d'aquest monument · Carregueu una nova foto d'aquest monument                                       |
| Masia de Can Tres                                                                     | BCIL 1989       | Obra popular XVII-XVIII                    | Cervelló Av. dels Pins, 1                                         | 41° 22′ 58″ N, 1° 57′ 04″ E / 41.38286°N,1.95115°E       | IPA-35192     | Masia de Can Tres (Cervelló) · Vegeu més fotos d'aquest monument · Carregueu una nova foto d'aquest monument                               |
| Can Jordi                                                                             | BCIL 1989       | Obra popular XIX-XX                        | Cervelló Ctra. BV-2007                                            | 41° 23′ 24″ N, 1° 57′ 36″ E / 41.3901°N,1.95995°E        | IPA-35193     | Carregueu una nova foto d'aquest monument                                                                                                  |
| Can Muç                                                                               | BCIL 1989       | Obra popular XVIII-XX                      | Cervelló Ctra. BV-2007                                            | 41° 23′ 25″ N, 1° 57′ 32″ E / 41.39036°N,1.95888°E       | IPA-35571     | Can Muç (Cervelló) · Vegeu més fotos d'aquest monument · Carregueu una nova foto d'aquest monument                                         |
| Can Ràfols                                                                            | BCIL 1989       | Obra popular XVII-XVIII                    | Cervelló Crta. BV-2007                                            | 41° 22′ 18″ N, 1° 58′ 57″ E / 41.37153°N,1.98246°E       | IPA-35617     | Carregueu una nova foto d'aquest monument                                                                                                  |
| Cal Jordi, Cal Ponsà                                                                  | BCIL 1989       | Obra popular XVII-XVIII                    | Cervelló C. Major, 119-121                                        | 41° 23′ 47″ N, 1° 57′ 29″ E / 41.39627°N,1.95813°E       | IPA-35618     | Cal Jordi (Cervelló) · Vegeu més fotos d'aquest monument · Carregueu una nova foto d'aquest monument                                       |
| Cal Purroig                                                                           | BCIL 1989       | Obra popular XVIII, XX                     | Cervelló C. Sant Esteve, 7                                        | 41° 23′ 47″ N, 1° 57′ 23″ E / 41.39643°N,1.95638°E       | IPA-35626     | Cal Purroig (Cervelló) · Vegeu més fotos d'aquest monument · Carregueu una nova foto d'aquest monument                                     |
| Torre dels Peixeters, abans Torre de Cal Pulgar                                       | BCIL 1989       | Noucentisme XX inici                       | Cervelló C. Coral Diana, 11                                       | 41° 23′ 49″ N, 1° 57′ 23″ E / 41.39703°N,1.95649°E       | IPA-35628     | Torre dels Peixeters (Cervelló) · Vegeu més fotos d'aquest monument · Carregueu una nova foto d'aquest monument                            |
| Can Bonastre, Torre Bonavista                                                         | BCIL 1989       | Obra popular XIX-XX                        | Cervelló C. Raval Bassons, 56                                     | 41° 23′ 33″ N, 1° 56′ 54″ E / 41.39237°N,1.94844°E       | IPA-35635     | Can Bonastre (Cervelló) · Vegeu més fotos d'aquest monument · Carregueu una nova foto d'aquest monument                                    |
| Can Vendrell, Torre Frederic                                                          | BCIL 1989       | Eclecticisme XIX                           | Cervelló A l'est de la urbanització de Torre Vileta               | 41° 23′ 49″ N, 1° 59′ 04″ E / 41.39697°N,1.98433°E       | IPA-35636     | Carregueu una nova foto d'aquest monument                                                                                                  |
| Mas Vila, abans Mas Rabassa                                                           | BCIL 1989       | Obra popular                               | Cervelló Urb. Ciutat del Remei                                    | 41° 23′ 10″ N, 1° 58′ 47″ E / 41.38624°N,1.97979°E       | IPA-35637     | Mas Vila (Cervelló) · Vegeu més fotos d'aquest monument · Carregueu una nova foto d'aquest monument                                        |
| Can Casildo                                                                           | BCIL 1989       | Obra popular XVII-XVIII                    | Cervelló Sota el cim del Serral del Beco                          | 41° 24′ 11″ N, 1° 55′ 30″ E / 41.40306°N,1.92512°E       | IPA-35638     | Carregueu una nova foto d'aquest monument                                                                                                  |
| Masia de Can Valent                                                                   |                 | Obra popular XVII-XVIII                    | Cervelló                                                          | 41° 22′ 01″ N, 1° 57′ 55″ E / 41.36701°N,1.96535°E       | IPA-35639     | Masia de Can Valent (Cervelló) · Vegeu més fotos d'aquest monument · Carregueu una nova foto d'aquest monument                             |
| Molí de la Riera de Cervelló, Molí de Baix                                            | BCIL 1989       | Obra popular XVIII                         | Cervelló Proper a la urb. Can Guitart Vell                        | 41° 23′ 51″ N, 1° 58′ 23″ E / 41.39755°N,1.97319°E       | IPA-35640     | Molí de la Riera de Cervelló · Vegeu més fotos d'aquest monument · Carregueu una nova foto d'aquest monument                               |
| Façana de l'immoble del carrer Joaquim Mensa 38, Cal Damià                            | BCIL 1989       | Eclecticisme XIX (1900)                    | Cervelló C. Joaquim Mensa, 38                                     | 41° 23′ 39″ N, 1° 57′ 06″ E / 41.39417°N,1.95158°E       | IPA-35641     | Carregueu una nova foto d'aquest monument                                                                                                  |
| Fàbrica de vidre, Can Planella, antiga fàbrica de teixits                             | BCIL 1989       | Modernisme XIX Final                       | Cervelló C. Joaquim Mensa, 13 - c. dels Vidriers                  | 41° 23′ 40″ N, 1° 57′ 08″ E / 41.394339°N,1.952101°E     | IPA-35658     | Fàbrica de vidre (Cervelló) · Vegeu més fotos d'aquest monument · Carregueu una nova foto d'aquest monument                                |
| Façana de l'immoble al carrer Major, 19                                               |                 | Eclecticisme XIX                           | Cervelló C. Major, 19                                             | 41° 23′ 45″ N, 1° 57′ 12″ E / 41.39575°N,1.95324°E       | IPA-35665     | Façana de l'immoble al carrer Major, 19 (Cervelló) · Vegeu més fotos d'aquest monument · Carregueu una nova foto d'aquest monument         |
| Façana de l'immoble al carrer Major, 49                                               | BCIL 1989       | Darreres tendències XX                     | Cervelló C. Major, 49                                             | 41° 23′ 45″ N, 1° 57′ 17″ E / 41.39591°N,1.95473°E       | IPA-35692     | Façana de l'immoble al carrer Major, 49 (Cervelló) · Vegeu més fotos d'aquest monument · Carregueu una nova foto d'aquest monument         |
| Façana de Cal Pixot, Cal Bassons                                                      | BCIL 1989       | Noucentisme XX inici                       | Cervelló C. Major, 72                                             | 41° 23′ 45″ N, 1° 57′ 21″ E / 41.39578°N,1.95573°E       | IPA-35693     | Façana de Cal Pixot (Cervelló) · Vegeu més fotos d'aquest monument · Carregueu una nova foto d'aquest monument                             |
| Façana de l'immoble al carrer Major, 102                                              | BCIL 1989       | Obra popular XX (1930)                     | Cervelló C. Major, 102                                            | 41° 23′ 45″ N, 1° 57′ 25″ E / 41.39591°N,1.95699°E       | IPA-35725     | Façana de l'immoble al carrer Major, 102 (Cervelló) · Vegeu més fotos d'aquest monument · Carregueu una nova foto d'aquest monument        |
| Façana de Can Tarradellas, Can Tona                                                   | BCIL 1989       | Obra popular XIX-XX                        | Cervelló C. Major, 104                                            | 41° 23′ 45″ N, 1° 57′ 25″ E / 41.39592°N,1.95703°E       | IPA-35728     | Façana de Can Tarradellas (Cervelló) · Vegeu més fotos d'aquest monument · Carregueu una nova foto d'aquest monument                       |
| Façana de l'immoble del carrer Major 134, Façana de Ca la Nicàsia                     | BCIL 1989       | Modernisme XX inici                        | Cervelló C. Major, 134                                            | 41° 23′ 46″ N, 1° 57′ 30″ E / 41.39605°N,1.95835°E       | IPA-35729     | Façana de Ca la Nicàsia (Cervelló) · Vegeu més fotos d'aquest monument · Carregueu una nova foto d'aquest monument                         |
| Façana del xalet de l'avinguda Catalunya 18, Torre de Cal Ramon Bertran, Cal Fàbregas | BCIL 1989       | Racionalista XX mitjan                     | Cervelló Av. Catalunya, 18                                        | 41° 23′ 47″ N, 1° 57′ 44″ E / 41.39638°N,1.96211°E       | IPA-35730     | Façana de la Torre de Cal Ramon Bertran (Cervelló) · Vegeu més fotos d'aquest monument · Carregueu una nova foto d'aquest monument         |
| Façana al carrer Germandat de Sant Sebastià 14, les Torretes                          |                 | Obra popular XIX-XX                        | Cervelló C. Germandat de Sant Sebastià, 14                        | 41° 23′ 43″ N, 1° 57′ 24″ E / 41.39533°N,1.95672°E       | IPA-35769     | Façana al carrer Germandat de Sant Sebastià, 14 (Cervelló) · Vegeu més fotos d'aquest monument · Carregueu una nova foto d'aquest monument |
| Torre de les Orenetes                                                                 | BCIL 1989       | Obra popular XX                            | Cervelló C. Coral Diana, 16                                       | 41° 23′ 48″ N, 1° 57′ 22″ E / 41.39677°N,1.95622°E       | IPA-35770     | Torre de les Orenetes (Cervelló) · Vegeu més fotos d'aquest monument · Carregueu una nova foto d'aquest monument                           |
| Forn de calç del Bosc de la Creu d'Ordal                                              |                 | Obra popular XIX-XX                        | Cervelló                                                          |                                                          | IPA-40728     | Forn de calç del Bosc de la Creu d'Ordal (Cervelló) · Vegeu més fotos d'aquest monument · Carregueu una nova foto d'aquest monument        |
| Forn de calç de Can Dispanya 1                                                        |                 | Obra popular XIX-XX                        | Cervelló                                                          |                                                          | IPA-40729     | Carregueu una nova foto d'aquest monument                                                                                                  |
| Forn de calç de Can Dispanya 2                                                        |                 | Obra popular XIX-XX                        | Cervelló                                                          |                                                          | IPA-40730     | Carregueu una nova foto d'aquest monument                                                                                                  |
| Forn de calç de Can Dispanya 3                                                        |                 | Obra popular XIX-XX                        | Cervelló Pista a Can Dispanya                                     |                                                          | IPA-40731     | Carregueu una nova foto d'aquest monument                                                                                                  |
| Forn de calç de Can Dispanya 4                                                        |                 | Obra popular XIX-XX                        | Cervelló Pista a Can Dispanya                                     |                                                          | IPA-40732     | Carregueu una nova foto d'aquest monument                                                                                                  |
| Forn de calç Coll de Verdaguer                                                        |                 | Obra popular                               | Cervelló Paratge de Coll Verdaguer                                |                                                          | IPA-40733     | Carregueu una nova foto d'aquest monument                                                                                                  |
| Forn de calç del Lledoner                                                             |                 | Obra popular XIX-XX                        | Cervelló                                                          |                                                          | IPA-40734     | Carregueu una nova foto d'aquest monument                                                                                                  |
| Forn de calç del Lledoner 2                                                           |                 | Obra popular XIX-XX                        | Cervelló                                                          |                                                          | IPA-40735     | Carregueu una nova foto d'aquest monument                                                                                                  |
| Forn de Coll Verdaguer 1                                                              |                 | Obra popular                               | Cervelló Pista del Coll Verdaguer                                 |                                                          | IPA-46026     | Carregueu una nova foto d'aquest monument                                                                                                  |
| Resclosa de la riera del Cervelló                                                     |                 | Obra popular                               | Cervelló Corriol al paratge de la Riera del Cervelló              |                                                          | IPA-46028     | Carregueu una nova foto d'aquest monument                                                                                                  |
| Molí Vell                                                                             |                 | Obra popular Medieval                      | Cervelló Corriol al paratge de la Riera de Cervelló               |                                                          | IPA-46035     | Carregueu una nova foto d'aquest monument                                                                                                  |
| La Masia                                                                              | BCIL 2017       | Obra popular XX                            | Cervelló C. Germandat de Sant Sebastià, 14                        | 41° 23′ 43″ N, 1° 57′ 24″ E / 41.395375°N,1.956705°E     | IPA-49155     | La Masia (Cervelló) · Modifica el valor a Wikidata · Carregueu una nova foto d'aquest monument                                             |
| Habitatge al carrer Major, 100                                                        | BCIL 2017       | Modernisme XX                              | Cervelló C. Major, 100                                            |                                                          | IPA-49156     | Habitatge al carrer Major, 100 (Cervelló) · Carregueu una nova foto d'aquest monument                                                      |
| Can Bassons                                                                           | BCIL 2017       | Obra popular XIV-XV                        | Cervelló C. Joaquim Mensa, 89                                     | 41° 23′ 33″ N, 1° 56′ 57″ E / 41.39249°N,1.94925°E       | IPA-49192     | Carregueu una nova foto d'aquest monument                                                                                                  |

Vegeu també el Pont del Lledoner a la llista de monuments de Vallirana.